# Reginella (Consiglia Licciardi)
Reginella è il secondo album registrato in studio di canzoni classiche napoletane della cantante Consiglia Licciardi.
Il disco fa parte di una collana di brani classici iniziata con il precedente album Passione e che porta per titolo Classica Napoletana. Gli arrangiamenti sono di Peppe Licciardi: essi sono minimali, realizzati con sole due chitarre classiche, un primo mandolino, un secondo mandolino e una mandola. Questo mette in risalto tutte le qualità armoniche della voce della Licciardi.

## Tracce
1. Reginella  (L. Bovio  - E. Lama) -  4:07
2. Rusella ‘e Maggio (A. Trusiano - E. Cannio)  - 4:23
3. Mandulinata a Surriento (E.A. Mario - G. Ciaravolo) - 3:55
4. Piscatore ‘e Pusilleco (E. Murolo  - E. Tagliaferri) - 4:16
5. ’O surdato ‘nnammurato  ( A. Califano - E. Cannio) - 3:19
6. Nun me scetà ( E. Murolo - E. Tagliaferri) - 3:22
7. Serenata Napulitana  (E. Murolo  - E. Tagliaferri ) - 3:53
8. ’A tazza ‘e cafè (G. Capaldo – V. Fassone) - cantata in coppia con Roberto Murolo - 2:49
9. Mandulinata ‘e l'emigrante (G. Ciaravolo  - E.A. Mario) - 3:19
10. Marechiare (S. Di Giacomo – F.P.Tosti) - 3:18
11. Serenata a Surriento ( A. Califano – S.Gambardella) - 5:02
12. Lu cardillo (Autori Ignoti) - 4:33
13. Maggio si tu ( E.A. Mario) - 2:51
14. Fenesta vascia (Autori Ignoti) - 3:55
15. Santa Lucia luntana ( E.A. Mario) - 4:43
16. Palomma ‘e notte ( S.Di Giacomo – F.Buongiovanni) - 4:13
17. Serenata napulitana ( S.Di Giacomo – M.Costa) - 4:40
18. 'O sole mio ( G.Capurro - E.Di Capua – A.Mazzucchi) - 6:20

## Musicisti
- Roberto Murolo  -  voce in A Tazza ‘e cafè
- Peppe Licciardi - Chitarra classica
- Gianni Dell'Aversana - Chitarra classica
- Salvatore Esposito - Mandolino e Mandola
- Gennaro Petrone  - Mandola In Fenesta vascia e Santa Lucia luntana

## Crediti
- Arrangiamenti - Peppe Licciardi
- Tecnico Audio - Rosario Fiorenzano
- Grafica - Maurizio Cercola
- Fotografia - Fabrizio Ferri